# Clubiona didentata
Clubiona didentata là một loài nhện trong họ Clubionidae.
Loài này thuộc chi Clubiona. Clubiona didentata được miêu tả năm 1998 bởi Zhang & Chang-Min Yin.